# RV Falkor Too
RV Falkor Too  es un buque de investigación oceanográfica reacondicionado durante los años 2021 y 2022 a partir del antiguo buque offshore MS Polar Queen. El barco fue comprado por el Schmidt Ocean Institute en marzo de 2021 como reemplazo del RV Falkor.

## Construcción y entrega
La empresa noruega Sea4 AS había encargado la construcción de dos nuevos buques al astillero Freire Shipyard de Vigo (España) en noviembre de 2007. El diseño de los dos buques fue desarrollado por una ingeniería naval noruega y por la empresa de diseño de buques Skipsteknisk AS, denominándose inicialmente ST-254L CD. Es similar al diseño ST-253 desarrollado anteriormente, que también se construyó en Freire Shipyard con el número de casco 701. Este buque más corto, el Volstad Surveyor, se reformó más tarde en el astillero Damen y se rebautizó como OceanXplorer 1.
Se programó que los buques con los números de casco 702 y 703 serían entregados en febrero y agosto de 2010 y operados por las dos subsidiarias Sea4 I Shipping Ltd. y Sea 4 II Shipping Ltd. La quilla del casco número 703, el posterior Polar Queen, se colocó el 11 de diciembre de 2008. Sin embargo, hubo un retraso de seis meses debido a la crisis financiera mundial. En septiembre de 2009, se anunció que GC Rieber Shipping se había hecho cargo de las subsidiarias de Sea4 por un total de aproximadamente 800 millones de NOK porque en ese momento no se habían celebrado acuerdos sobre fletamento para las nuevas construcciones. Finalmente, el Polar Queen fue entregado a GC Rieber el 6 de octubre de 2011.

## Servicio
GC Rieber había firmado un contrato de fletamento por dos años con Oceanografía S.A. de C.V. para la petrolera estatal mexicana Pemex, iniciando servicios offshore en el Golfo de México en noviembre de 2011. Sin embargo, antes de que expirara el contrato surgió un gravamen marítimo entre GC Rieber y Oceanografía. Como consecuencia, un juez federal en Texas ordenó a un alguacil de los Estados Unidos la incautación de la embarcación.
A partir de octubre de 2012, el Polar Queen fue fletado por Boa Marine Services Inc., con sede en Houston y una subsidiaria de Norwegian BOA Offshore AS. El contrato de fletamento se prolongó más tarde hasta abril de 2015.

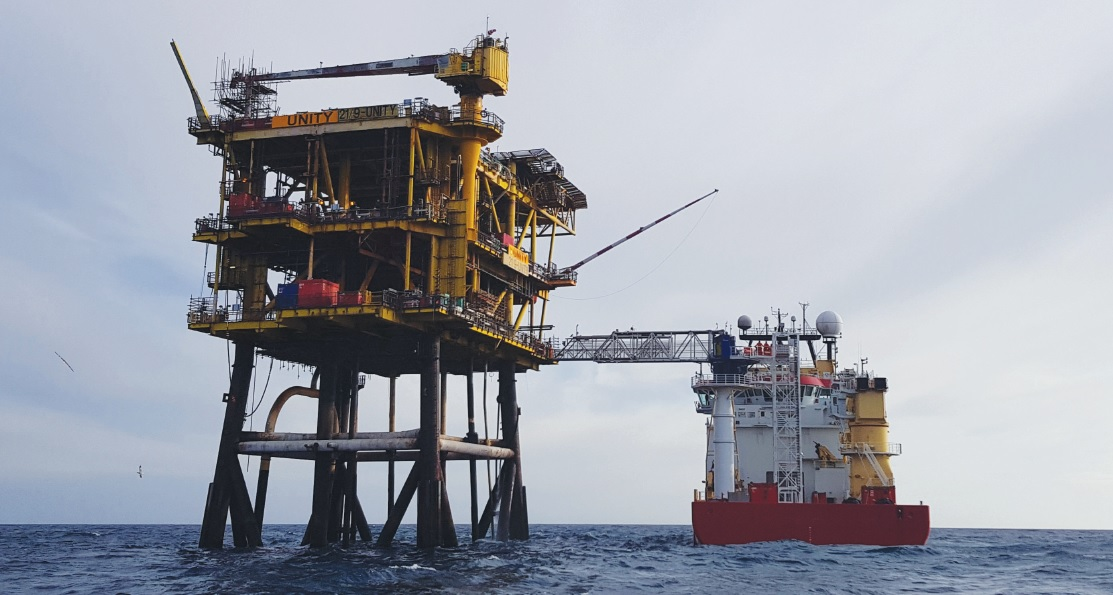
El Polar Queen durante un servicio en la plataforma Forties Unity.

De abril a diciembre de 2017, el buque se utilizó para transportar equipos y personal para la construcción del parque eólico marino Nordsee One en el Mar del Norte alemán.
De 2018 a 2020, el Polar Queen se utilizó para los llamados servicios de alojamiento en el Mar del Norte durante los meses de verano. Una pasarela instalada a bordo de la embarcación permitió a los técnicos e ingenieros caminar hasta las instalaciones normalmente no tripuladas de la plataforma offshore Forties Unity en el campo petrolero Forties, con el objeto de realizar tareas de mantenimiento o reparaciones programadas. Cuando terminaba su turno, podían caminar de regreso a la embarcación en donde tenían su alojamiento.

## Venta y reacondicionamiento
GC Rieber anunció la venta del buque el 23 de febrero de 2021 y el Schmidt Ocean Institute confirmó la compra un mes después. El buque zarpó rumbo a España y llegó a Vigo en abril de 2021 para iniciar el reacondicionamiento.